# 홈 프라이스
《홈 프라이스》(영어: Home Fries)는 미국에서 제작된 딘 패리소 감독의 1998년 코미디 드라마 영화이다. 드루 배리모어, 루크 윌슨 등이 출연하였고, 로런스 캐즈던 등이 제작에 참여하였다.

## 출연
- 드루 배리모어
- 캐서린 오하라
- 루크 윌슨
- 제이크 뷰시
- 셸리 듀발
- 킴 로빌라드
- 대릴 미첼
- 크리스 엘리스
- 테리사 메릿

## 기타 제작진
- 배역: 질 그린버그 샌즈, 데브라 제인
- 미술: 배리 로빈슨
- 의상: 질 M. 오해너슨